# Villacampa (Valle de Oro)
Villacampa (llamada oficialmente Santa María de Vilacampa) es una parroquia española del municipio de Valle de Oro, en la provincia de Lugo, Galicia.

## Organización territorial
La parroquia está formada por veintidós entidades de población, constando diecisiete de ellas en el nomenclátor del Instituto Nacional de Estadística español:

### Entidades de población
Entidades de población que forman parte de la parroquia:
- A Abelleira
- A Azureira (A Azoreira)
- A Cruz
- A Silvosa
- Campo Pequeno
- O Burgo
- O Carregal
- O Coto
- O Limpadoiro
- O Requeixo
- Os Casás
- O Trobo
- Regodreito (Rego Dereito)
- Rozas
- Rubás (Os Rubás)

### Despoblados
Despoblados que forman parte de la parroquia:
- A Bandexa
- A Modia
- Muíño (O Muíño)
- O Carballo
- Os Burgueiros
- O Tarreo da Corte
- Riobó

## Demografía
| Gráfica de evolución demográfica de Villacampa entre 2000 y 2021 |
|                                                                  |
| Datos según el nomenclátor publicado por el INE.                 |